# اتفاقية حقوق الطفل
اتفاقية حقوق الطفل هي ميثاق دولي يحدد حقوق الأطفال المدنية، السياسية، الاقتصادية والثقافية. تراقب تنفيذ الاتفاقية لجنة حقوق الطفل التابعة للأمم المتحدة المكونة من أعضاء من مختلف دول العالم.
على حكومات الدول التي أقرّت الاتفاقية إرسال تقارير والمثول أمام لجنة حقوق الطفل بشكل دوري ليتم فحص مدى التقدّم في تطبيق الاتفاقية ووضع حقوق الأطفال في تلك الدول. هذه التقارير متوفّرة على موقع اللجنة في الشبكة العنكبوتية.
صادقت غالبية الدول الأعضاء في الأمم المتحدة على الاتفاقية بشكل كامل أو جزئي. وقد وافقت الجمعية العامة للأمم المتحدة على إدراج الاتفاقية من ضمن القانون الدولي في 20 نوفمبر 1989؛ وقد دخلت حيّز التنفيذ في 2 سبتمبر 1990، بعد أن صادّقت عليها الدول الموقّعة. اعتبارًا من 3 يونيو 2023، أصبحت 196 دولة أطرافًا فيها، بما في ذلك كل عضو في الأمم المتحدة باستثناء الولايات المتحدة.
بحسب الاتفاقية يعرّف الطفل بأنه كل شخص تحت عمر الثامنة عشر لم يكن بلغ سن الرشد قبل ذلك بموجب قانون الدولة. تعترف الاتفاقية أن لكل طفل حقوق أساسية، تتضمّن الحق في الحياة، الحق في الحصول على اسم وجنسية، الحق في تلقي الرعاية من والديه والحفاظ على صلة معهما حتى لو كانا منفصلين. تلزم الاتفاقية الدول بأن تسمح للوالدين بممارسة مسؤولياتهما الأبوية. كما تعترف الاتفاقية بحق الطفل بالتعبير عن الرأي، بحمايته من التنكيل والاستغلال وحماية خصوصياته وعدم التعرض لحياته. كما تلزم الاتفاقية الدول الموقعة أن توفّر تمثيلا قانونيا في أي خلاف قضائي متعلّق برعايتهم وتطلب أن يتم سماع رأي الأطفال في تلك الحالات. تمنع الاتفاقية إعدام الأطفال.
للاتفاقية برتوكولان إضافيان تبنتهما الجمعية العامة في مايو 2000 يسري مفعولهما على الدول التي وقعتهما وصادقت عليهما: البرتوكول الاختياري بشأن اشتراك الأطفال في المنازعات المسلحة والبرتوكول الاختيـاري بشأن بيع الأطفال واستغلالهم في البغاء وفي المواد الإباحية صادقت عليهما أكثر من 170 دولة على كلا البروتوكولين. اعتُمد بروتوكول اختياري ثالث يتعلق بإبلاغ الشكاوى في ديسمبر 2011 وفُتح للتوقيع في 28 فبراير 2012. ودخل حيز التنفيذ في 14 أبريل 2014.

## مواد الاتفاقية
جاء في ديباجة الاتفاقية: إن الدول الأطراف في هذه الاتفاقية، إذ ترى أنه وفقا للمبادئ المعلنة في ميثاق الأمم المتحدة، يشكل الاعتراف بالكرامة المتأصلة لجميع أعضاء الأسرة البشرية وبحقوقهم المتساوية وغير القابلة للتصرف، أساس الحرية والعدالة والسلم في العالم، وإذا تضع في اعتبارها أن شعوب الأمم المتحدة قد أكدت من جديد في الميثاق إيمانها بالحقوق الأساسية للإنسان وبكرامة الفرد وقدره، وعقدت العزم على أن تدفع بالرقى الاجتماعي قدما وترفع مستوى الحياة في جو من الحرية أفسح.
كما جاء في مادتها الأولى والثانية (تتكون الاتفاقية من 54 مادة):
المادة 1
لأغراض هذه الاتفاقية، يعني الطفل كل إنسان لم يتجاوز الثامنة عشرة، ما لم يبلغ سن الرشد قبل ذلك بموجب القانون المنطبق عليه.
المادة 2
1. تحترم الدول الأطراف الحقوق الموضحة في هذه الاتفاقية وتضمنها لكل طفل يخضع لولايتها دون أي نوع من أنواع التمييز، بغض النظر عن عنصر الطفل أو والديه أو الوصي القانوني عليه أو لونهم أو جنسهم أو لغتهم أو دينهم أو رأيهم السياسي أو غيره أو أصلهم القومي أو الإثني أو الاجتماعي، أو ثروتهم، أو عجزهم، أو مولدهم، أو أي وضع آخر.
2. تتخذ الدول الأطراف جميع التدابير المناسبة لتكفل للطفل الحماية من جميع أشكال التمييز أو العقاب القائمة على أساس مرآز والدي الطفل أو الأوصياء القانونيين عليه أو أعضاء الأسرة، أو أنشطتهم أو آرائهم المعبر عنها أو معتقداتهم.[13]

## المملكة العربية السعودية
وقد أدانت لجنة حقوق الطفل، التي استعرضت معاملة المملكة العربية السعودية للأطفال بموجب الاتفاقية في يناير / كانون الثاني 2005 الحكومة بشدة لممارستها لفرض عقوبة الإعدام على الأحداث، ووصفتها بأنها «انتهاك خطير للحقوق الأساسية».وأعربت اللجنة عن «قلقها البالغ» إزاء السلطة التقديرية التي يتمتع بها القضاة لمعالجة الأحداث كراشدين: وذكرت الحكومة السعودية في تقريرها لعام 2004 أنها «لا تفرض أبدا عقوبة الإعدام على الأشخاص الذين تقل أعمارهم عن 18 عاما». واعترف الوفد الحكومي في وقت لاحق بأن القاضي يمكن أن يطبق عقوبة الإعدام عند البت فيما إذا كان المتهم قد بلغ أغلبية إداناته بصرف النظر عن العمر الفعلي للشخص أو أثناء الإجراءات المقررة.

## أذربيجان
صدقت أذربيجان على اتفاقية حقوق الطفل في 21 تموز / يوليه 1992. وفيما يتعلق بالتصديق على اتفاقية حقوق الطفل، أقر الرئيس ومجلس الوزراء في أذربيجان عددا كبيرا من القوانين والمراسيم والقرارات التي تركز على تطوير نظام رعاية الطفل. وهناك قلق بشأن إدارة قضاء الأحداث في أذربيجان، ومعظمها يتعلق بالامتثال للمواد 37 و 39 و 40 من اتفاقية حقوق الطفل، فضلا عن المعايير الأخرى ذات الصلة مثل قواعد بيجين ومبادئ الرياض التوجيهية وقواعد الأمم المتحدة لحماية الأحداث المجردين من حريتهم. ولذلك، ساعدت المنظمات الدولية أذربيجان على تحسين الحالة في مجال قضاء الأحداث. وقد أضيفت المجرمات الأحداث إلى العفو الرئاسي على أساس منتظم. وقد أقامت أذربيجان تعاونها مع العديد من المنظمات الدولية، ولا سيما مع اليونيسيف في مجال حماية الطفل.
وفي عام 1993، بدأت اليونيسيف نشاطها في أذربيجان. وفي عام 2005، وقعت أذربيجان واليونيسيف برنامجا قطريا مدته خمس سنوات.
ونفذ البرنامج القطري للفترة 2005 - 2009 في ميدان حماية الطفل وصحة الطفل وتغذيته وتعليم الأطفال وصحة الشباب والتنمية والمشاركة.وبالإضافة إلى ذلك، تدعم اليونيسيف أذربيجان في تطوير نظام العدالة، وإنشاء نظام للرعاية البديلة، وتثقيف الشباب في مجال فيروس نقص المناعة البشرية / الإيدز. وفي أذربيجان، تركز المنظمات الوطنية والدولية أساسا على مجموعة ضعيفة من الأطفال: النازحون والأطفال اللاجئون.وعلاوة على ذلك، تم التصديق على البرنامج الحكومي المعني بمشاكل اللاجئين والمشردين داخليا في عام 1998 بموجب الأمر الرئاسي لتحسين ظروف معيشتهم وتعزيز حمايتهم الاجتماعية.